# معركة كلونتارف
معركة كلونتارف (بالإنجليزية: The Battle of Clontarf ، بالأيرلندية: Cath Chluain Tarbh) وقعت في 23 أبريل عام 1014 على نهر تولكا، في كلونتارف الداخلية، بالقرب من دبلن التي كانت صغيرة آنذاك. ضمت قواتٍ بقيادة بريان بورو، ملك أيرلندا السامي، ضد تحالف من النورسيين يضم قوات سيغتريغ سيلكبيرت، ملك دبلن؛ ومايل موردا ماك ميرخادا، ملك لاينستر؛ وقوة خارجية من الفايكينغ يقودها سيغورد، من أوركني؛ وبرودير من جزيرة مان. استمرت من شروق الشمس حتى غروبها، وانتهت بهزيمة قوات الفايكينغ ولاينستر. تُشير التقديرات إلى عدد قتلًى بين 7 و10 آلاف رجل. رغم أن قوات بريان كانت منتصرة، لكن بريان نفسه وابنه مورخاد وحفيده تويردلباخ قُتلوا. نُحر أيضًا ملك اللاينستر مايل موردا وقادة الفايكينغ سيغورد وبرودير.
بعد المعركة، تحول الفايكينغ ومملكة دبلن إلى قوة ثانوية. كُسفت عائلة بريان مؤقتًا، ولم يكن هناك ملك سامٍ دون منازع لأيرلندا حتى أواخر القرن الثاني عشر.
كانت المعركة حدثًا مهمًا في التاريخ الأيرلندي وسُجلت في كلا التاريخين الأيرلندي والنورسي. في أيرلندا، أصبحت المعركة بمثابة حدث حرر الأيرلنديين من الهيمنة الأجنبية، وهُلل لبراين بصفة بطل وطني. كان هذا الرأي شعبيًا خاصة خلال حكم الإنجليز في أيرلندا. على الرغم من أن النظرة إلى المعركة أصبحت نقدية أكثر، لكنها ما زالت عالقةً في المخيلة الشعبية.

## خلفية
بدأ الفايكنج (أو النورسيون) بشن غارات على أيرلندا الغيلية في أواخر القرن الثامن، وأسسوا خلال العقود القليلة التالية عددًا من المستوطنات على طول الساحل. ثبت الفاكيينغ أنفسهم بدايةً في دبلن عام 838، حيث بنوا منطقة محصنة، أو لونغفورت. خلال القرن العاشر، طور الفايكنغ دبلن إلى مملكة دبلن، وهي مدينة مزدهرة إلى جانب منطقة كبيرة من الريف المحيط بها، سيطر حكامها على مناطق واسعة من البحر الأيرلندي، وعلى مملكة يورفيك في نفس الوقت. مع مرور الوقت، انضم العديد من الفايكينغ إلى المجتمع الغيلي وأصبحو النورسيين-الغيليين. كانت دبلن على صلة وثيقة بشؤون مملكة الجُزر، التي ضمت جزيرة مان وهبرديس، وعندما هُزم ملك دبلن أماليب كوراران على يد مايل سيخنايل ماك دومنايل في معركة تارا عام 980، دعمه رجال الجُزر. تحالف ابن أماليب، سيغتريغ سيلكبيرت، الذي كان ملك دبلن منذ العام 990، مع عمه مايل موردا ماك مورخادا، ملك اللاينستر. واجها مايل سيخنايل ماك دومنايل وبريان بورو في معركة غلينماما عام 999، وهُزما فيها.
منذ زمن القرن السابع وعهد دومنال ماك أيدو، كانت ملكية تارا منصبًا عالي الارتباط بالملكية السامية لأيرلندا وحاز عليها أفراد من سلالة أوي نييل، الذين سيطروا على النصف الشمالي من أيرلندا. في القرن العاشر، بدأت دالي جيكايس، التي كانت ما تزال مملكة صغيرةً في ما يعرف الآن بمقاطعة كلير، بالتوسع. بمجيء أجله في عام 951، كان سينيتيغ ماك لوركاين قد أصبح ملكًا على ثوموند. ابنه ماثغاماين ماك سينيتيغ، مات عام 976 وهو ملك على مونستر. سرعان ما أكد أخو ماثغاماين، بريان بورو، على أحقيته بملكية مونستر، ثم غزا لاينستر وأخضعها. هاجم حصن ميث التابع لأوي نييل عام 998. رد مايل سيخنايل بمهاجمة مونستر عام 999، وتصارع الملكان على مر السنوات اللاحقة من أجل السيطرة على أيرلندا. عام 997، التقى بريان ومايل سيخنايل في كلونفيرت وتوصلا إلى إتفاقية اعترف فيها كل منهما بحكم الآخر على نصفيهما من البلاد بالترتيب، مايل سيخنايل في الشمال وبريان في الجنوب. استلم بريان رهائن لاينستر ودبلن من مايل سيخنايل، وأسلمه رهائن كوناخت. كان السلام قصير المدى. بعد أن هزما الفايكينغ سويةً في معركة غلينماما، عاود بريان هجماته على مايل سيخنايل. زحف إلى تارا عام 1000 مع جيوش مجتمعة من مونستر، وأوسرايغ، ولاينستر ودبلن، لكن بعد أن دُمر قسم متقدم يتألف من آخر مجموعتين على يد مايل سيخنايل، انسحب بريان بورو من المنطقة دون أن يُحارب.

## ثورة دبلن ولاينستر
عزز براين قبضته على أيرلندا من خلال إخضاع المناطق الشمالية سينيل نيوجين وسينيل كونايل وأوليد في نهاية المطاف، في أعقاب سلسلة من الدارات في الجزء الشمالي من الجزيرة. أكمل المهمة عندما أُحضر الملك جنوبًا إلى منطقة دال جيكايس ليستسلم لبريان بورو شخصيًا في موقعه الملكي في سين كوراد بعد أن قدم «ضيافة رائعة.. أرضًا وبحرًا» في منطقة أوي نييل في سينيل كونايل عام 1011. لم يمضِ وقت طويل، مع ذلك، حتى استؤنف القتال. استاء فليثبيرتاخ يوا نييل، ملك سينيل نيوجين من انبعاث بريان بورو. باستمرار النظام السياسي القديم، كان فليثبيرتاخ في صف الأوصياء على الملكية السامية. هاجم جيرانه في سينيل نيوجين عام 1012، لكن بينما كان يقوم بذلك، هاجم مايل سيخنايل موقع تنصيب سينيل نيوجين في تولاهوغ. هاجم فليثبيرتاخ بدوره ميث في السنة التالية وأُجبر مايل سيخنايل على التراجع. اغتنم سيغتريغ ومايل موردا الفرصة، وهاجما ميث أيضًا. أرسل مايل سيخنايل جيشه لمهاجمة الجناح الشمالي لدبلن حتى حدود هاوث لكنه هُزم. خسر 200 رجلٍ من بينهم ابنه فلان. أرسل بعدها سيغتريغ أسطولًا على طول الساحل لغزو قرية كورك التابع لمونستر، لكنه هُزم، وقُتل ابن أخو سيغتريغ. كان النزاع الشامل لا مفر منه. جلب بريان جيشه إلى لاينستر عام 1013، وعسكر خارج دبلن من سبتمبر حتى نهاية العام.
سافر سيغتريغ بحرًا باحثًا عن دعم الفايكينغ وكسب مساعدة سيغورد هلودفيرسون، إيرل أوركني وبرودير، محارب من جزيرة مان. طبقًا للآيسلندي ساغا نيال، وعد سيغتريغ الرجلين بملكية أيرلندا إذا ما هزما بريان. في بدايات العام 1014، غزا سوين فوركبيرد، ملك الدنمارك، إنجلترا وأصبح أول ملك نورسي عليها.
أبحرت أساطيل الفايكينغ من أوركني وجزيرة مان إلى دبلن في أسبوع الآلام عام 1014. جمّع بريان جيش مونستر، الذي انضم إليه مايل سيخنايل وملكين آخرين من الكوناخت هما، مايل روانايد يوا هيدهن، ملك أوي فياخراخ أيدن، وتادغ يوا سيلايغ، ملك أوي ماين، وزحف إلى دبلن.